# Grb Azerbajdžanske SSR
Grb Azerbajdžanske SSR je usvojen 1937. godine od strane vlade Azerbajdžanske SSR. Grb se temelji na grbu SSSR-a. U sredini grba se nalazi bušač za naftu koji predstavlja bogate zalihe nafte u Bakuu, a iza njega se nalazi izlazeće sunce, simbol budućnosti Azera. Iznad se nalaze srp i čekić, kao i crvena zvijezda, oboje simboli komunizma. Oko grba se nalaze pamuk i pšenica, simboli poljoprivrede. Oko grba se nalazi traka s motom SSSR-a "Proleteri svih zemalja, ujedinite se", kao i traka s natpisom "Azerbajdžanska Sovjetska Socijalitička Republika", obje napisane na azerskomu i ruskomu jeziku.
Grb je bio na snazi do 1992., kada je zamijenjen današnjim grbom Azerbajdžana.

## Također pogledajte
- Grb Azerbajdžana
- Zastava Azerbajdžanske SSR